# United Nations Multidimensional Integrated Stabilization Mission in the Central African Republic
Die Multidimensionale Integrierte Stabilisierungsmission der Vereinten Nationen in der Zentralafrikanischen Republik (französisch: Mission multidimensionnelle intégrée des Nations Unies pour la stabilisation de la République centrafricaine; MINUSCA) ist eine 2014 initiierte Friedensmission der Vereinten Nationen für die Zentralafrikanische Republik.

## Geschichte
Die UN-Stabilisierungsmission in der Zentralafrikanischen Republik (MINUSCA) wurde 2014 auf den Weg gebracht und dabei das schon bestehende Bureau Intégré de l'Organisation des Nations Unies en Centrafrique (BINUCA) eingegliedert. Am 15. September 2014 übernahm MINUSCA die Führung der von der Afrikanischen Union geleiteten Stabilisierungsmission MISCA. Sie wurde mit der Resolution 2149 des UN-Sicherheitsrats vom 10. April 2014 gegründet. Ziel ist die Stabilisierung der Zentralafrikanischen Republik. Dies geschieht durch den Schutz von Zivilpersonen sowie der UN-Mitarbeiter, die Unterstützung des Übergangsprozesses, die Absicherung von humanitärer Hilfe, dem Schutz von Menschenrechten, der Unterstützung der nationalen Justiz sowie Entwaffnung und Reintegration ehemaliger Soldaten.

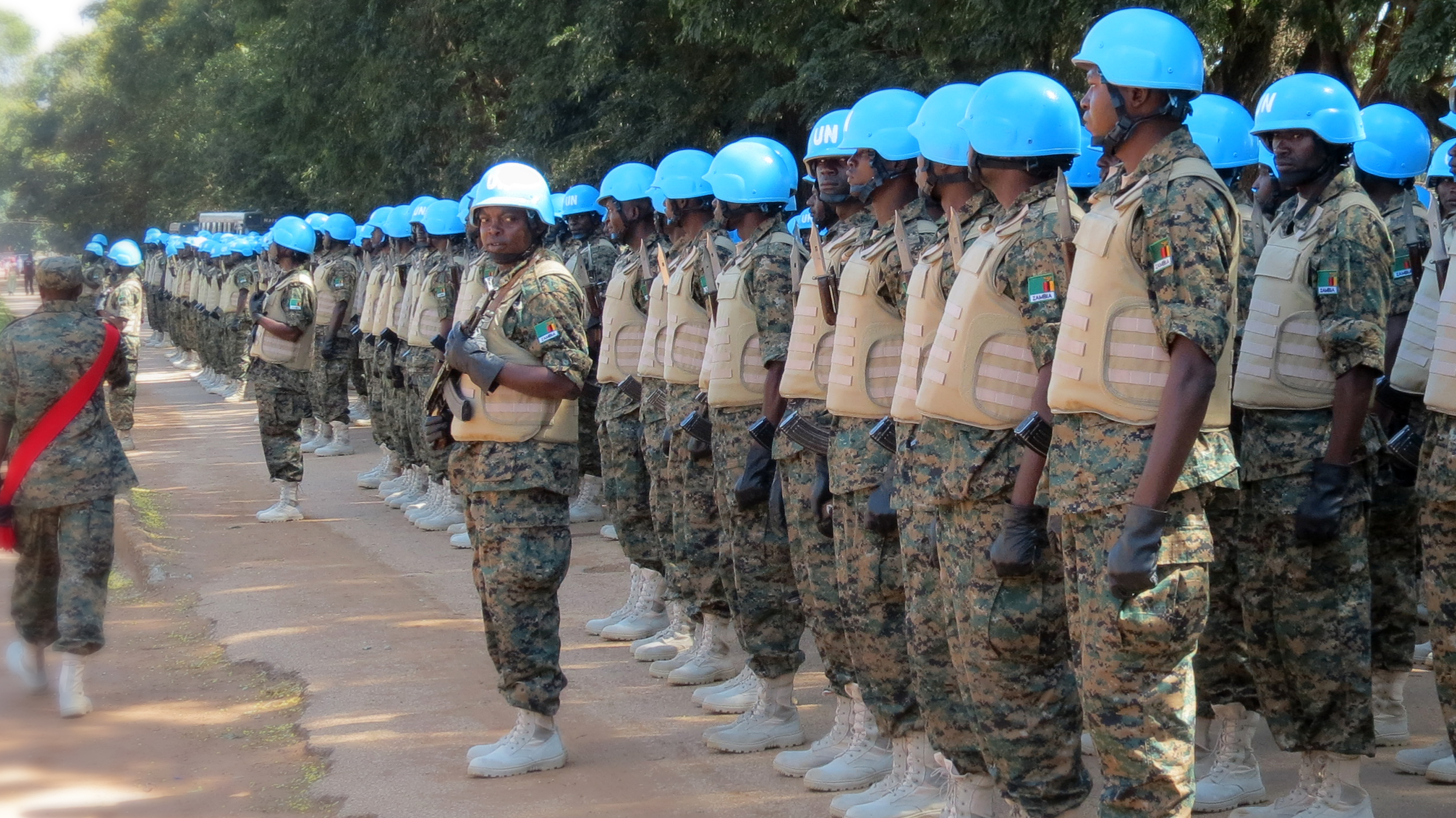
Sambische UN-Soldaten der MINUSCA im April 2015

Nach wiederholten Vorwürfen des sexuellen Missbrauchs und der Ausbeutung ordnete Präsident Denis Sassou-Nguesso am 21. Juni 2017 den Abzug der rund 600 kongolesischen Soldaten an, die sich an MINUSCA beteiligten.
Am 15. November 2017 stimmte der UNO-Sicherheitsrat für eine neuerliche Verlängerung und Aufstockung der Mission um 900 Mann und ein weiteres Jahr (bis 15. November 2018). Der Maximal-Umfang der Mission beträgt nun über 13.000 Sicherheitskräfte, davon 11.650 Soldaten (inkl. 480 Militärbeobachter und Stabsoffiziere) und 2.080 Polizisten.
Am 15. Mai 2023 wurde Generalmajor Humphrey Nyone aus Sambia von UN-Generalsekretär António Guterres zum Kommandeur der Streitkräfte der MINUSCA ernannt und trat damit die Nachfolge von Generalleutnant Daniel Sidiki Traoré aus Burkina Faso an, dessen dortige Dienstzeit im Januar 2023 endete.